# Noah Bennet
Noah Bennet är en rollfigur som spelas av Jack Coleman i tv-serien Heroes. Mest känd är han som Mr. Bennet, och i Heroes Graphic Novels nämns han oftast som "HRG" (Horn Rimmed Glasses, dvs. Hornbågade Glasögonen). Hans förnamn nämns inte förrän i sista avsnittet i säsong ett, "How to Stop an Exploding Man". Mr. Bennet är en av de få huvudpersoner som inte har någon förmåga. 

## Bakgrund
Han jobbar för "Företaget". I avsnitt 10, "Six months ago", får man reda på att deras avsikt är att bespara mänskligheten från de problem som uppstår på grund av individer med speciella förmågor. Dock säger han själv i avsnitt 23, "How to Stop an Exploding Man, att "Företaget" inte längre står för vad det en gång gjorde. Hans position inom organisationen är någon form av mellanhand. Det visar sig att han själv inte ens vet vem som styr över hans chef Thompson. Hans jobb är helt enkelt att göra som han blir tillsagd hur omoraliskt det än må vara.

## Kuriosa
Mr. Bennet är den rollfigur som har ändrats mest från originalidén. När de gjorde testversionen av Pilotavsnittet "Genesis" hade han fortfarande inget namn och kallades "Horn Rimmed Glasses". Seriens skapare Tim Kring hade inte tänkt sig att det skulle bli en så viktig rollfigur.
Jack Coleman var ursprungligen gästskådespelare i serien, men fick från avsnitt 11 av den första säsongen ("Fallout") en fast roll som Noah Bennet i serien.